# Carira
Carira est une ville brésilienne de l'ouest de l'État du Sergipe.

## Géographie
Carira se situe par une latitude de 10° 21' 29" sud et par une longitude de 37° 42' 03" ouest, à une altitude de 351 mètres.
Sa population était de 18 965 habitants au recensement de 2007. La municipalité s'étend sur 636 km2.
Elle est le principal centre urbain de la microrégion de Carira, dans la mésorégion du Sertão du Sergipe.